# Albert Schmidt (Politiker, 1951)
Albert „Ali“ Schmidt (* 13. Februar 1951 in Uffenheim; † 4. November 2024 in Berlin) war ein deutscher Politiker. Er war von 1994 bis 2005 Mitglied des Deutschen Bundestages.

## Leben
Nach dem Abitur am Willibald-Gymnasium in Eichstätt absolvierte Schmidt von 1969 bis 1976 ein Pädagogikstudium in Nürnberg und Eichstätt, das er als Diplom-Pädagoge und Volksschullehrer abschloss. Von 1976 bis 1978 war er Wissenschaftlicher Mitarbeiter an der Gesamthochschule Eichstätt. Anschließend war er bis zu seiner Wahl in den Bundestag im Volksschuldienst tätig.
Von 1983 bis 1994 gehörte er für Die Grünen (seit 1993 Bündnis 90/Die Grünen) dem Kreistag des Landkreises Eichstätt an. Er war der erste und anfangs der einzige Abgeordnete der Grünen im Eichstätter Kreistag. Nach seiner gescheiterten Kandidatur bei der Landtagswahl 1990 wurde er 1994 über die bayrische Landesliste in den Bundestag gewählt. Dort war er Mitglied im Ausschuss für Verkehr, Bau- und Wohnungswesen und ab 1998 verkehrspolitischer Sprecher der Fraktion Bündnis 90/Die Grünen. Bei der Bundestagswahl 2005 kandidierte er nicht mehr.
Ab 1999 war Schmidt Mitglied im Aufsichtsrat der Deutschen Bahn. Er legte sein Mandat zum 31. Dezember 2002 aus gesundheitlichen Gründen nieder. Seine Nachfolgerin wurde Margareta Wolf, damals Parlamentarische Staatssekretärin im Bundesministerium für Umwelt, Naturschutz und Reaktorsicherheit.
Nach seinem Ausscheiden aus dem Bundestag gründete Schmidt zusammen mit seiner ehemaligen Fraktionskollegin Michaele Hustedt 2005 in Berlin ein Büro für Politikberatung und Coaching.